# S. Ramanan
Sundararaman Ramanan (Thiruvannamalai, Tamil Nadu, 20 de julho de 1937) é um matemático indiano, que trabalha principalmente com geometria algébrica, geometria diferencial e grupos de Lie.
Obteve um doutorado sob a supervisão de M. S. Narasimhan.
Recebeu o Prêmio Shanti Swarup Bhatnagar de 1979, o prêmio de ciências mais significativo da Índia.
Foi palestrante convidado do Congresso Internacional de Matemáticos em Helsinque (1978: Vector Bundles over Algebraic Curves). Em 1977/1978 esteve no Instituto de Estudos Avançados de Princeton. É membro da Academia Nacional de Ciências da Índia.

## Obras
- com M.S. Narasimhan: Existence of universal connections. American Journal of Mathematics, Volume 83, 1961, p. 563–572
- com M.S. Narasimhan Moduli of vector bundles over a compact Riemann surface, Annals of Mathematics, Volume 89, 1969, p. 14–51
- com M.S. Narasimhan Vector bundles on curves, in Algebraic Geometry, International Colloquium, Tata Institute, Bombay, Oxford University Press 1968, p. 335–346
- com M.S. Narasimhan Deformations of the moduli space of vector bundles over an algebraic curve, Annals of Mathematics, Volume 101, 1975, p. 391–417
- The moduli space of vector bundles over an algebraic curve, Mathematische Annalen, Volume 200, 1973, p. 69–84
- com Usha V. Desale Poincaré polynomials of the variety of stable bundles, Mathematische Annalen, Volume 216, 1975, p. 233–244
- com Desale Classification of vector bundles of rank 2 on hyperelliptic curves, Inventiones Mathematicae, Volume 38, 1976/77, p. 161–185
- com A. Ramanathan Some remarks on the instability flag, Tohoku Math. J., Volume 36, 1984, p. 269–291
- Ample divisors on abelian surfaces, Proc. London Math. Society, Volume 51, 1985, p. 231–245
- com A. Ramanathan Projective normality of flag varieties and Schubert varieties, Inventiones Mathematicae, Volume 79, 1985, p. 217–224
- com Arnaud Beauville, M.S. Narasimhan Spectral curves and the generalised theta divisor, J. Reine Angew. Math., Volume 398, 1989, p. 169–179
- Global Calculus, American Mathematical Society 2005
- com Allan Adler Moduli of Abelian Varieties, Lecture Notes in Mathematics 1644, Springer-Verlag, 2009